# Unione Calcio AlbinoLeffe 2024-2025
Questa voce raccoglie le informazioni riguardanti l'Unione Calcio AlbinoLeffe nelle competizioni ufficiali della stagione 2024-2025.

## Rosa
Aggiornata al 17 maggio 2025.
| N. |                         | Ruolo | Calciatore         |
| -- | ----------------------- | ----- | ------------------ |
| 1  | Italia (bandiera)       | P     | Lorenzo Facchetti  |
| 2  | Italia (bandiera)       | D     | Benedetto Barba    |
| 3  | Italia (bandiera)       | D     | Enrico Giannini    |
| 4  | Italia (bandiera)       | D     | Simone Potop       |
| 5  | Italia (bandiera)       | D     | Francesco Zambelli |
| 6  | Italia (bandiera)       | D     | Gabriele Boloca    |
| 7  | Italia (bandiera)       | A     | Mattia Mustacchio  |
| 8  | Italia (bandiera)       | C     | Matteo Zanini      |
| 9  | Italia (bandiera)       | A     | Salvatore Longo    |
| 10 | Burkina Faso (bandiera) | A     | Mohamed Alì Zoma   |
| 14 | Italia (bandiera)       | C     | Marco Fossati      |
| 15 | Italia (bandiera)       | C     | Andrea Astrologo   |
| 16 | Romania (bandiera)      | D     | Mihai Guşu         |

| N. |                   | Ruolo | Calciatore                |
| -- | ----------------- | ----- | ------------------------- |
| 18 | Italia (bandiera) | C     | Samuele Parlati           |
| 19 | Italia (bandiera) | C     | Mattia Agostinelli        |
| 20 | Italia (bandiera) | C     | Michele Ambrosini         |
| 22 | Italia (bandiera) | P     | Christian Marietta        |
| 26 | Italia (bandiera) | A     | Mattia Angeloni           |
| 27 | Italia (bandiera) | C     | Davide Munari             |
| 28 | Italia (bandiera) | C     | Tommaso Vinzioli          |
| 30 | Italia (bandiera) | D     | Riccardo Baroni           |
| 33 | Italia (bandiera) | D     | Diego Borghini (capitano) |
| 46 | Italia (bandiera) | A     | Lorenzo Sorrentino        |
| 73 | Italia (bandiera) | D     | Lorenzo Bosia             |
| 77 | Italia (bandiera) | D     | Giacomo Freri             |